# Talluza
Talluza, en arabe : طلوزة, est un village du gouvernorat de Naplouse en Palestine, situé à 6,5 km au nord de Naplouse, au centre de la Cisjordanie.
Selon le recensement du bureau central palestinien des statistiques, la localité compte une population de 2 795 habitants en 2017.